# خنرال پیکو
خنرال پیکو (به اسپانیایی: General Pico) شهری در کشور آرژانتین، استان لا پامپا است که در سال ۲۰۰۹ میلادی، حدود ۵۲٬۴۷۵ نفر جمعیت داشته است.